# Grand-Prix-Saison 1924

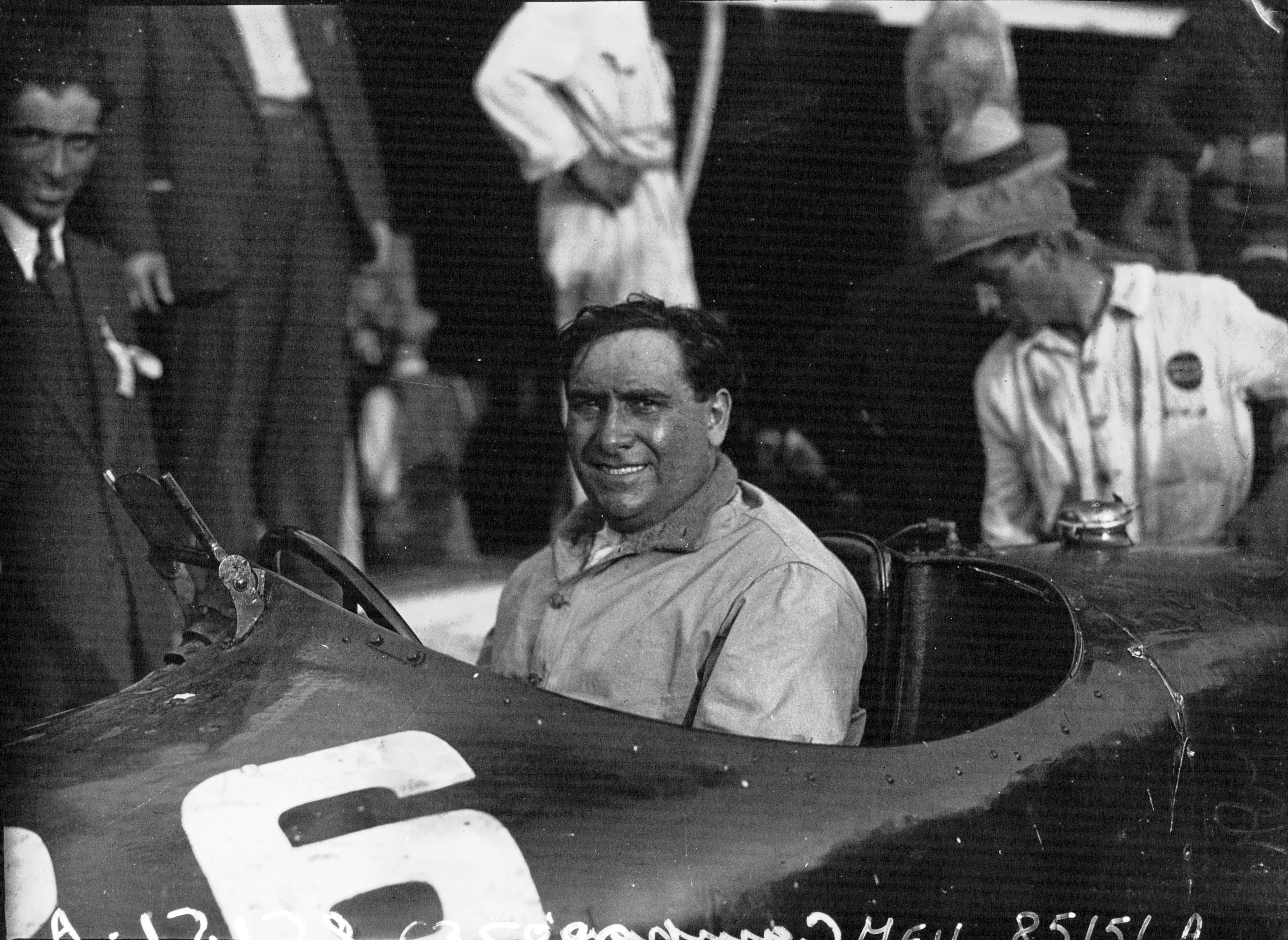
Erster in Mugello: Giuseppe Campari, hier beim Großen Preis von Italien 1931.

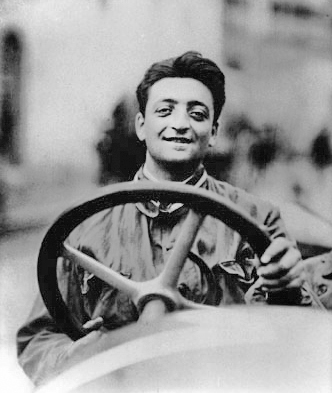
Drei Siege 1924: Enzo Ferrari.

Die drei Hauptrennen der Grand-Prix-Saison 1924 waren das Indianapolis 500 in den USA, der Große Preis von Frankreich, offiziell Grand Prix de l’ACF, auf dem Circuit de Lyon in Lyon sowie der Große Preis von Italien auf dem Autodromo di Monza nördlich von Mailand.
Daneben wurden – zumeist in Italien – weitere Rennen veranstaltet, darunter insbesondere die Targa Florio auf Sizilien, die Coppa Montenero in Livorno und die Coppa Acerbo in Pescara. Auch Große Preis von San Sebastián in Spanien war von großer internationaler Bedeutung.

## Saisonbeschreibung
In der Saison 1924 erlebte der Grand-Prix-Sport einen deutlichen Aufschwung. Zwar hatte Fiat die Rennen des Vorjahres klar dominiert, was aber in erster Linier nur dem exklusiven Einsatz von Kompressormotoren zu verdanken gewesen war. Den Konkurrenten bot sich somit die naheliegende und vergleichsweise einfach umzusetzende Option, nun ihrerseits ebenfalls auf die Motorenaufladung umzustellen, so dass zum ersten Mal seit längerem wieder mehrere Hersteller auf Augenhöhe gegeneinander antreten konnten. Sunbeam erzielte auf diese Weise – bei ansonsten praktisch unverändertem Auto – einen Leistungssprung von 105 auf 138 PS, wobei hier erstmals der Kompressor erst hinter dem Vergaser im Ansaugtrakt positioniert wurde. Bei Mercedes, wo man schon seit 1922 Erfahrung mit dem Kompressor gesammelt und mit dem hauseigenen Vierzylinder Anfang 1924 sogar die Targa Florio gewonnen hatte, nahm Ferdinand Porsche dagegen die Entwicklung eines völlig neuen Grand-Prix-Modells begonnen. Der aufgeladene Reihenachtzylinder im Mercedes M218 erreichte dabei schließlich ein Leistungsmaximum von 170 PS bei 7000 Umdrehungen, beides Werte, die damals von keinem anderen Rennwagen der 2-Liter-Formel in Europa erreicht wurden. Porsches Idee, die Fahrzeugmassen innerhalb des Radstands zu konzentrieren, führte jedoch zu einem schlechten Fahrverhalten und die Wagen waren erst zum Ende der Saison überhaupt einsatzbereit.
Die große Unbekannte war jedoch Neueinsteiger Alfa Romeo. Auf Betreiben von Enzo Ferrari war es der Mailänder Unternehmen gelungen, mit Vittorio Jano und Gioacchino Colombo zwei weitere zentrale Köpfe aus dem Konstruktionsteam von Fiat abzuwerben, nachdem schon im Vorjahr einige wichtige Ingenieure zu Sunbeam gewechselt waren. Beide sollten als erfolgreiche Konstrukteure noch für Jahrzehnte den Rennwagenbau der italienischen Rennställe maßgeblich mitprägen. Janos Alfa Romeo P2, der schon zu Beginn der Saison bei einem Probeeinsatz in Cremona sein Potential unter Beweis gestellt hatte, wurde schließlich zum erfolgreichsten Grand-Prix-Rennwagen dieser Epoche. Für Fiat erwies sich der kontinuierliche Aderlass jedoch als zu viel. Anstelle eines neuen Modells beschränkte man sich lediglich auf den Einbau eines Zwischenkühlers, wodurch die Leistung des Fiat 805 immerhin noch einmal auf 150 PS gesteigert werden konnte, bevor Firmeninhaber Giovanni Agnelli das Team nach der Niederlage gegen Alfa Romeo beim französischen Grand Prix schließlich vollständig aus dem Grand-Prix-Sport zurückzog.
Die französischen Hersteller dagegen misstrauten der neuen Kompressortechnologie und hatten sich sogar vergeblich für einen Ausschluss im Reglement eingesetzt. Obwohl Delage daraufhin auch Tests mit Motoraufladung durchgeführt hatte, verzichtete man aus Sorge um die Zuverlässigkeit zunächst auf den Einsatz. Trotzdem war der Delage Type 2 LCV – der erste Grand-Prix-Rennwagen mit V12-Motor, der nach zweijähriger Entwicklungszeit nun endlich Rennreife erlangt hatte – seinen kompressorbestückten Gegnern durchaus konkurrenzfähig. Charles Planchon und Albert Lory hatten bei der Konstruktion des hochkomplexen Aggregats mit vier obenliegenden Nockenwellen, 48 Ventilen und nicht weniger als 100 Kugel- und Rollenlager vor allem auf Maximierung der Kolbenfläche und hohe Drehzahlen gesetzt und auf diese Weise für einen Saugmotor beachtliche 120 PS bei 6000 Umdrehungen erzielt. Bugatti präsentierte dagegen mit dem neuen Type 35 ein vergleichsweise robust und unkompliziert konstruiertes Modell, mit seinem hervorragenden Handling und guten Wartbarkeit ideal für den geplanten Absatz einer Kleinserie an zahlungskräftige Privatfahrer. Dem bewährten Reihenachtzylinder stand mit 105 PS jedoch zu wenig Leistung zur Verfügung, um im Kreis der Werksteams bei Grand-Prix-Rennen über eine Rolle im Mittelfeld hinauszukommen. Angesichts der eher bescheidenen Resultate der Saison 1924 war noch nicht abzusehen, dass dieses Modell noch zu einer der bedeutendsten Ikonen des Grand-Prix-Sports werden würde. Ebenfalls über eine Außenseiterrolle nicht hinaus kam schließlich noch ein französisch-schweizerisches Grand-Prix-Projekt, bei dem es sich im Prinzip um gebrauchte Rolland-Pilains handelte, in die nun jedoch neue ventillose Motoren der Schweizer Firma Schmid eingebaut wurden.
Die Saison 1924 war die erste, in der Grand-Prix-Rennen nur noch auf Rennstrecken mit durchgängig befestigtem Fahrbahnbelag ausgetragen wurden. Dies war damit auch erstmals für den Grand Prix de l’ACF der Fall, der auf einer verkürzten Streckenführung des Rennens von 1914 ausgetragen wurde. Mit sechs Werksteams insgesamt 24 Teilnehmern versammelte sich hier ein illustres Feld von Wagen und Fahrern, wie es die Grand-Prix-Welt schon länger nicht mehr gesehen hatte und die Veranstaltung ihrem Ehrentitel als II. Großer Preis von Europa in jeder Hinsicht voll gerecht wurde. Lediglich Mercedes war als deutsches Team im Land des früheren Kriegsgegners noch von der Teilnahme ausgeschlossen. Auch im Rennen war der Ausgang zwischen Fiat, Sunbeam, Alfa Romeo und Delage lange Zeit offen, bis am Ende Giuseppe Campari gleich beim ersten Grand-Prix-Auftritt von Alfa Romeo prompt als erster ins Ziel kam, dicht gefolgt von Delage-Fahrer Albert Divo mit nur einer Minute Rückstand – dem bis dahin knappsten Ausgang eines Grand-Prix-Rennens zwischen Vertretern zweier Hersteller – und dem zukünftigen Champion Robert Benoist, ebenfalls auf Delage, auf dem dritten Rang.
Für Fiat dagegen hatte sich das französische Rennen trotz zwischenzeitlich mehrfacher Führung von Pietro Bordino nach dem vorzeitigen Ausfall aller vier Wagen zu einem Debakel entwickelt. Fiat-Chef Giovanni Agnelli zog daraus die Konsequenzen und meldete das Team von der Teilnahme am Großen Preis von Italien in Monza ab, obwohl das Rennen extra wegen Fiat noch einmal um sechs Wochen verschoben worden war. Wenigstens ermöglichte es diese Verzögerung aber Mercedes, das Rennen doch noch zu bestreiten, nachdem man mit der Entwicklung des neuen Grand-Prix-Modells bis zum ursprünglichen Renntermin noch nicht fertig geworden war. Damit war zumindest ein Mindestmaß an Konkurrenz für Alfa Romeo gewährleistet, auch wenn die deutschen Achtzylinder stark unter Handlingsproblemen litten. Im Rennen wurde dies schließlich Louis Zborowski zum Verhängnis, der gegen einen Baum fuhr und tödlich verunglückte. Mercedes nahm die verbliebenen Wagen danach umgehend aus dem Rennen, so dass das Alfa-Romeo-Team mit Antonio Ascari, Louis Wagner, Cesare Pastore (der Giuseppe Campari im Verlauf des Rennens am Steuer abgelöst hatte) und Ferdinando Minoia zu einem völlig ungefährdeten Vierfachsieg kam.

## Rennkalender

### Grandes Épreuves
|   | Datum  | Rennen                                         | Strecke                     | Sieger                                 | Statistik |
| - | ------ | ---------------------------------------------- | --------------------------- | -------------------------------------- | --------- |
| 1 | 30.05. | Indianapolis 500                               | Indianapolis Motor Speedway | Lora L. Corum / Joe Boyer (Duesenberg) | Statistik |
| 2 | 03.08. | Großer Preis des ACF (Großer Preis von Europa) | Circuit de Lyon             | Giuseppe Campari (Alfa Romeo)          | Statistik |
| 3 | 19.10. | Großer Preis von Italien                       | Autodromo di Monza          | Antonio Ascari (Alfa Romeo)            | Statistik |

### Weitere Rennen
| Datum  | Rennen                        | Strecke                       | Sieger                       | Statistik |
| ------ | ----------------------------- | ----------------------------- | ---------------------------- | --------- |
| 13.04. | Circuito di Tigullio          | Tigullio                      | Tazio Nuvolari (Bianchi)     |           |
| 27.04. | Targa Florio                  | Medio circuito delle Madonie  | Christian Werner (Mercedes)  | Statistik |
| 27.04. | Coppa Florio                  | Medio circuito delle Madonie  | Christian Werner (Mercedes)  | Statistik |
| 04.05. | Circuito di Belfiore          | Belfiore                      | Antonio Masperi (Bianchi)    |           |
| 18.05. | Coppa di Perugia              | Perugia                       | Emilio Materassi (Itala)     |           |
| 23.05. | Circuito del Savio            | Ravenna                       | Enzo Ferrari (Alfa Romeo)    |           |
| 01.06. | Circuito di Polesine          | Polesine                      | Enzo Ferrari (Alfa Romeo)    |           |
| 09.06. | Circuito di Cremona           | Cremona                       | Antonio Ascari (Alfa Romeo)  |           |
| 13.07. | Coppa Acerbo                  | Circuito di Pescara           | Enzo Ferrari (Alfa Romeo)    | Statistik |
| 13.07. | Coupe de l’Autodrome          | Circuit de Miramas            | Martín de Álzaga (Sunbeam)   |           |
| 17.08. | Coppa Montenero               | Circuito di Montenero         | Renato Balestrero (OM)       |           |
| 31.08. | Circuito stradale del Mugello | Circuito stradale del Mugello | Giuseppe Morandi (OM)        |           |
| 25.09. | Gran Premio de San Sebastián  | Circuito Lasarte              | Henry Segrave (Sunbeam)      | Statistik |
| 12.10. | Champions Match               | Autodrome de Linas-Montlhéry  | Ernest Eldridge (Fiat)       |           |
| 19.10. | Grand Prix de l’Ouverture     | Autodrome de Linas-Montlhéry  | J. G. Parry-Thomas (Leyland) |           |
| 09.11. | Circuito del Garda            | Salò                          | Guido Meregalli (Diatto)     |           |